# Přihrádkové řazení

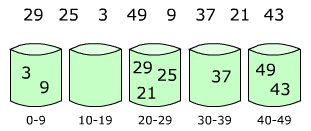
Prvky jsou rozloženy do přihrádek

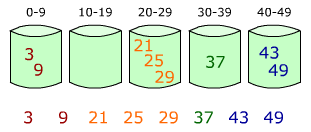
Poté jsou prvky v přihrádkách seřazeny

Přihrádkové řazení (anglicky bucket sort) je stabilní řadicí algoritmus. Algoritmus rozděluje vstupní data na několik částí (přihrádek, anglicky bucketů). Tyto části jsou následně seřazeny.

## Předpoklady
- Algoritmus je vhodný pro rovnoměrně rozložené hodnoty vstupních dat.
- Algoritmus řazení použitý pro seřazení přihrádek musí být stabilní. Pokud stabilním není, tak ani výsledný bucket sort neřadí stabilně.

## Princip
- V prvním kroku jsou vstupní data rozdělena do předem definovaného počtu přihrádek.
- V druhém kroku je na každou přihrádku volán stabilní řadicí algoritmus.
- V třetím kroku jsou jednotlivé přihrádky postupně kopírovány do výstupního pole.

## Složitost
Asymptotická složitost algoritmu je {\displaystyle O(n*k)}, kde {\displaystyle k=n/m}. Vstupní data mají velikost {\displaystyle n}. Počet přihrádek je {\displaystyle m}.

## Výhody
Bucket sort lze využít pro distribuované řazení. Každá přihrádka může být řazena v jiném vlákně.
Algoritmus lze použít pro řazení vstupních množin které nelze najednou načíst do paměti. Jednotlivé přihrádky mohou být řazeny ve vnitřní paměti a neaktivní přihrádky mohou být dočasně uloženy na vnější paměti.